# محمدعلی کریمی
محمدعلی کریمی (زادهٔ ۱۳۳۷ در ابرکوه) نمایندهٔ حوزهٔ انتخابیهٔ کرمان و راور در دورهٔ هشتم مجلس شورای اسلامی بوده‌است.
محمد علی کریمی در انتخابات سال ۱۳۹۶ به عنوان رئیس ستاد انتخاباتی حسن روحانی فعالیت کرد. وی از چهره‌های سرشناس اصلاح طلب در استان کرمان و عضو هیأت موسس و شورای راهبردی جمعیت توسعه و آزادی استان کرمان است. وی در دوره اصلاحات و از سال ۱۳۸۰ تا ۱۳۸۴ استاندار کرمان بوده است.
وی داماد حجت‌الاسلام سیدرضا خوشرو از فعالان مذهبی شهر کرمان است. خود او نیز فرزند یک روحانی مشهور یزدی است.